# Artem Dovbyk
Artem Oleksándrovych Dóvbyk (en ucraniano: Арте́м Олекса́ндрович До́вбик; Cherkasy, Ucrania, 21 de junio de 1997) es un futbolista ucraniano que juega en la demarcación de delantero para la A. S. Roma de la Serie A.

## Trayectoria
A mediados de 2023 logró desembarcar en La Liga, llegando al Girona F. C. desde el S. C. Dnipro-1 de su natal Ucrania. Su compra se vio envuelta en un escándalo debido a una posible evasión impositiva.
En su primera temporada en el fútbol español, destacó de sobremanera liderando el ataque del Girona en la histórica campaña 2023-24 del elenco catalán, acabando en la 3.ª posición de la tabla con 81 puntos y una inédita clasificación a la Liga de Campeones. Encabezó el listado de goleadores de La Liga con 24 tantos, haciéndose acreedor del Trofeo Pichichi y transformándose en el primer jugador ucraniano en conseguirlo.
Tras solo un año en España, el 2 de agosto de 2024 fue traspasado a la A. S. Roma.

## Selección nacional
Tras jugar con la selección sub-18 de Ucrania y la sub-21, finalmente debutó con la selección absoluta el 31 de marzo de 2021. Lo hizo en un partido de clasificación para la Copa Mundial de 2022 contra Kazajistán que finalizó con un resultado de empate a uno tras el gol de Román Yaremchuk para Ucrania, y de Serikzhan Muzhikov para Kazajistán.
El 29 de junio de 2021 anotó el gol que daba a Ucrania la clasificación para los cuartos de final de la Eurocopa tras anotar en el tramo final de la prórroga el tanto del triunfo ante Suecia.

### Participaciones en Eurocopas
| Copa          | Sede     | Resultado        | Partidos | Goles |
| ------------- | -------- | ---------------- | -------- | ----- |
| Eurocopa 2020 | Europa   | Cuartos de final | 1        | 1     |
| Eurocopa 2024 | Alemania | Primera fase     | 3        | 0     |

## Estadísticas

### Clubes
Actualizado al último partido disputado el 12 de mayo de 2025.
| Club                                  | Div.          | Temporada     | Liga  | Liga  | Copas nacionales | Copas nacionales | Copas internacionales | Copas internacionales | Total | Total |
| Club                                  | Div.          | Temporada     | Part. | Goles | Part.            | Goles            | Part.                 | Goles                 | Part. | Goles |
| ------------------------------------- | ------------- | ------------- | ----- | ----- | ---------------- | ---------------- | --------------------- | --------------------- | ----- | ----- |
| F. C. Cherkashchyna · Ucrania         | 3.ª           | 2014-15       | 20    | 7     | 1                | 0                | —                     | —                     | 21    | 7     |
| F. C. Cherkashchyna · Ucrania         | Total club    | Total club    | 20    | 7     | 1                | 0                | 0                     | 0                     | 21    | 7     |
| F. C. Dnipro Dnipropetrovsk · Ucrania | 1.ª           | 2015-16       | 0     | 0     | 1                | 0                | —                     | —                     | 1     | 0     |
| F. C. Bălți Moldavia                  | 1.ª           | 2015-16       | 3     | 0     | 1                | 0                | —                     | —                     | 4     | 0     |
| F. C. Bălți Moldavia                  | Total club    | Total club    | 3     | 0     | 1                | 0                | 0                     | 0                     | 4     | 0     |
| F. C. Dnipro Dnipropetrovsk · Ucrania | 1.ª           | 2016-17       | 22    | 6     | 1                | 0                | —                     | —                     | 23    | 6     |
| F. C. Dnipro Dnipropetrovsk · Ucrania | 3.ª           | 2017-18       | 13    | 12    | 0                | 0                | —                     | —                     | 13    | 12    |
| F. C. Dnipro Dnipropetrovsk · Ucrania | Total club    | Total club    | 35    | 18    | 2                | 0                | 0                     | 0                     | 37    | 18    |
| F. C. Midtjylland Dinamarca           | 1.ª           | 2017-18       | 10    | 1     | 2                | 0                | —                     | —                     | 12    | 1     |
| F. C. Midtjylland Dinamarca           | 1.ª           | 2018-19       | 5     | 0     | 1                | 0                | —                     | —                     | 6     | 0     |
| F. C. Midtjylland Dinamarca           | 1.ª           | 2019-20       | 3     | 0     | 0                | 0                | 1                     | 0                     | 4     | 0     |
| F. C. Midtjylland Dinamarca           | Total club    | Total club    | 18    | 1     | 3                | 0                | 1                     | 0                     | 22    | 1     |
| SønderjyskE Fodbold Dinamarca         | 1.ª           | 2019-20       | 18    | 2     | 5                | 2                | —                     | —                     | 23    | 4     |
| SønderjyskE Fodbold Dinamarca         | Total club    | Total club    | 18    | 2     | 5                | 2                | 0                     | 0                     | 23    | 4     |
| S. C. Dnipro-1 · Ucrania              | 1.ª           | 2020-21       | 24    | 6     | 3                | 4                | ―                     | ―                     | 27    | 10    |
| S. C. Dnipro-1 · Ucrania              | 1.ª           | 2021-22       | 17    | 14    | 1                | 0                | ―                     | ―                     | 18    | 14    |
| S. C. Dnipro-1 · Ucrania              | 1.ª           | 2022-23       | 30    | 24    | 0                | 0                | 9                     | 5                     | 39    | 29    |
| S. C. Dnipro-1 · Ucrania              | 1.ª           | 2023-24       | 0     | 0     | ―                | ―                | 2                     | 1                     | 2     | 1     |
| S. C. Dnipro-1 · Ucrania              | Total club    | Total club    | 71    | 44    | 4                | 4                | 11                    | 6                     | 86    | 54    |
| Girona F. C. · España                 | 1.ª           | 2023-24       | 36    | 24    | 3                | 0                | —                     | —                     | 39    | 24    |
| Girona F. C. · España                 | Total club    | Total club    | 36    | 24    | 3                | 0                | 0                     | 0                     | 39    | 24    |
| A. S. Roma · Italia                   | 1.ª           | 2024-25       | 32    | 12    | 2                | 3                | 11                    | 2                     | 45    | 17    |
| A. S. Roma · Italia                   | Total club    | Total club    | 32    | 12    | 2                | 3                | 11                    | 2                     | 45    | 17    |
| Total carrera                         | Total carrera | Total carrera | 233   | 108   | 21               | 9                | 23                    | 8                     | 277   | 125   |

### Hat-tricks
| 1 | 30 de septiembre de 2020 | Estadio Yunist, Gorishni Plavni | Girnyk-Sport - Dnipro-1     |  | 3 - 5 | Copa de Ucrania 2020-21         |
| 2 | 9 de octubre de 2022     | Dnipro Arena, Dnipró            | Dnipro-1 - FC Zoryá Lugansk |  | 3 - 0 | Liga Premier de Ucrania 2022-23 |
| 3 | 9 de noviembre de 2022   | Estadio Kolos, Kovalivka        | Kolos Kovalivka - Dnipro-1  |  | 1 - 3 | Liga Premier de Ucrania 2022-23 |
| 4 | 2 de abril de 2023       | Estadio Kolos, Kovalivka        | Metalist 1925 - Dnipro-1    |  | 0 - 3 | Liga Premier de Ucrania 2022-23 |
| 5 | 21 de enero de 2024      | Montilivi, Gerona               | Girona - Sevilla            |  | 5 - 1 | Liga Española 2023-24           |
| 6 | 24 de mayo de 2024       | Montilivi, Gerona               | Girona - Granada            |  | 7 - 0 | Liga Española 2023-24           |

## Palmarés

### Campeonatos nacionales
| Título                 | Club                | País      | Año  |
| ---------------------- | ------------------- | --------- | ---- |
| Druha Liha             | F. C. Cherkashchyna | Ucrania   | 2015 |
| Copa de Moldavia       | F. C. Bălți         | Moldavia  | 2016 |
| Superliga de Dinamarca | F. C. Midtjylland   | Dinamarca | 2018 |
| Copa de Dinamarca      | F. C. Midtjylland   | Dinamarca | 2019 |
| Copa de Dinamarca      | SønderjyskE Fodbold | Dinamarca | 2020 |

### Distinciones individuales
| Distinción                                                 | Año     |
| ---------------------------------------------------------- | ------- |
| Máximo goleador de la Liga Premier de Ucrania (24 goles)   | 2022-23 |
| Jugador del mes de diciembre de Primera División de España | 2023    |
| Trofeo Pichichi (24 goles)                                 | 2023-24 |